# San Martín de Pajaritos
San Martín de Pajaritos är en ort i Mexiko.   Den ligger i kommunen Fresnillo och delstaten Zacatecas, i den centrala delen av landet, 600 km nordväst om huvudstaden Mexico City. San Martín de Pajaritos ligger 2 135 meter över havet och antalet invånare är 201.
Terrängen runt San Martín de Pajaritos är platt åt sydväst, men åt nordost är den kuperad. Runt San Martín de Pajaritos är det ganska glesbefolkat, med 38 invånare per kvadratkilometer. Närmaste större samhälle är San José del Río, 4,5 km söder om San Martín de Pajaritos. Trakten runt San Martín de Pajaritos består i huvudsak av gräsmarker.